# لیزا شواب
لیزا شواب (انگلیسی: Lisa Schwab؛ زادهٔ ۳۰ مهٔ ۱۹۸۹) بازیکن فوتبال اهل آلمان است.
از باشگاه‌هایی که در آن بازی کرده‌است می‌توان به باشگاه فوتبال زنان بایر ۰۴ لورکوزن اشاره کرد.
وی همچنین در تیم‌های ملی فوتبال Germany women's national youth football team، و Germany women's national youth football team، و Germany women's national youth football team، و Germany women's national youth football team، و Germany women's national youth football team، بازی کرده‌است.